# Motore a iniezione d'acqua
In un motore a combustione interna l'iniezione d'acqua, detta anche iniezione antidetonante, si realizza mediante la nebulizzazione di acqua, liquido inerte, nel flusso in ingresso dell'aria o della miscela aria-combustibile; questo può avvenire sia all'interno del condotto di aspirazione dei motori, sia direttamente nel cilindro.
Lo scopo dell'iniezione acquosa è quella di raffreddare alcune parti che possono produrre preaccensione della miscela combustibile, nonché di consentire l'aumento del rapporto di compressione e ridurre gli inquinanti.

## Storia

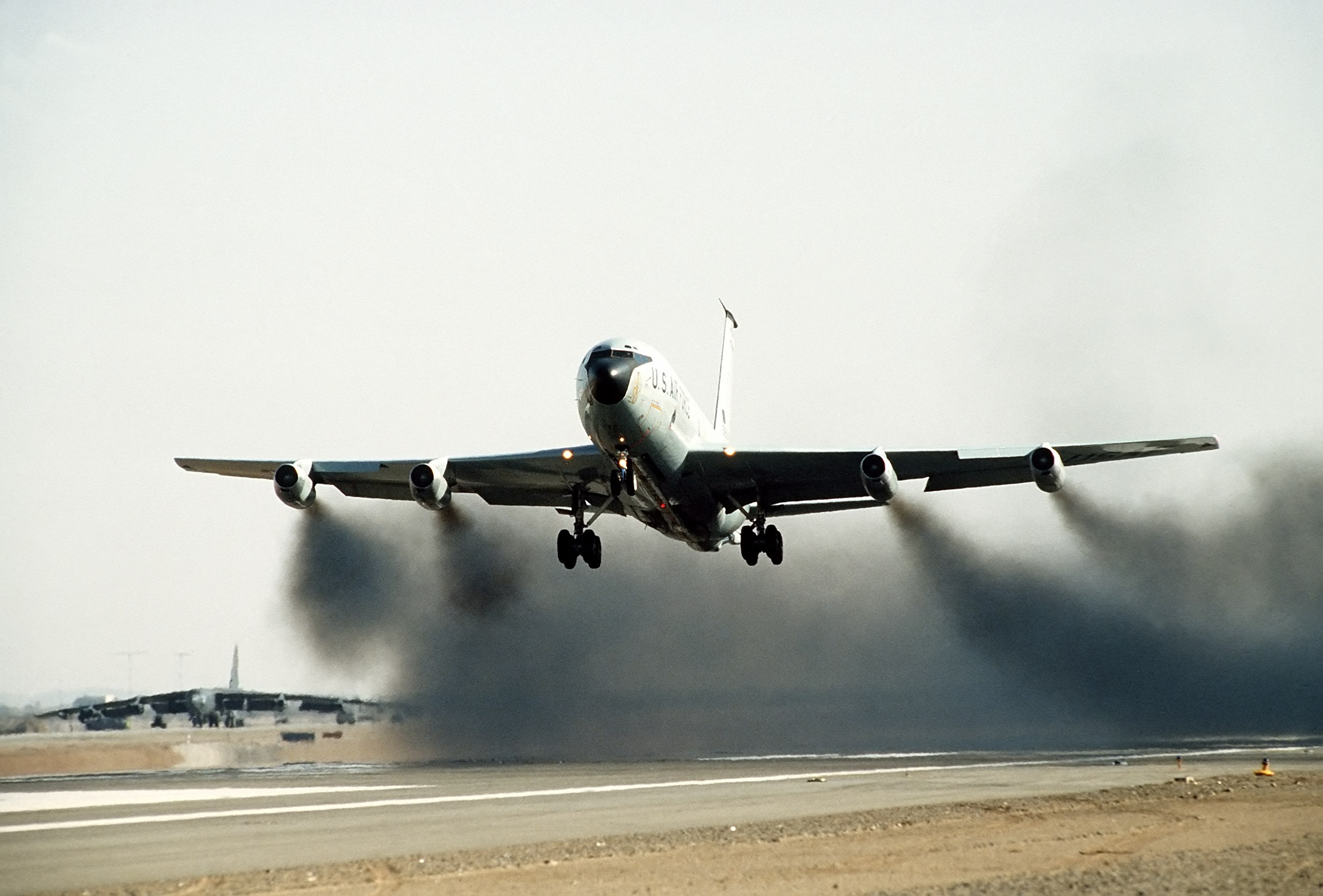
Aereo KC-135, dove all'inizio dell'iniezione di acqua il fumo generato è ben visibile

Il primo ad avere l'idea di iniettare acqua nel motore a combustione interna fu Pierre Hugon nel 1865 sul suo motore a gas. Egli si accorse come ciò eliminasse i difetti di accensione e di mantenimento costante del moto. Sperimentò poi il sistema anche su motori a olio leggero e a olio pesante, riscontrando i medesimi miglioramenti oltre a una maggior pulizia da depositi catramosi. Notò anche un'evidente diminuzione dell'usura nei componenti meccanici e migliori affidabilità e raffreddamento delle parti interne del motore.
Questa tecnologia fu però poi ignorata per molto tempo.
I soli motori prodotti in serie ad utilizzare questo sistema furono motori per aerei a elica della seconda guerra mondiale tra cui:
- il BMW 801
- il Daimler-Benz DB 605 dotati di impianto MW 50
- il Pratt & Whitney R-2800

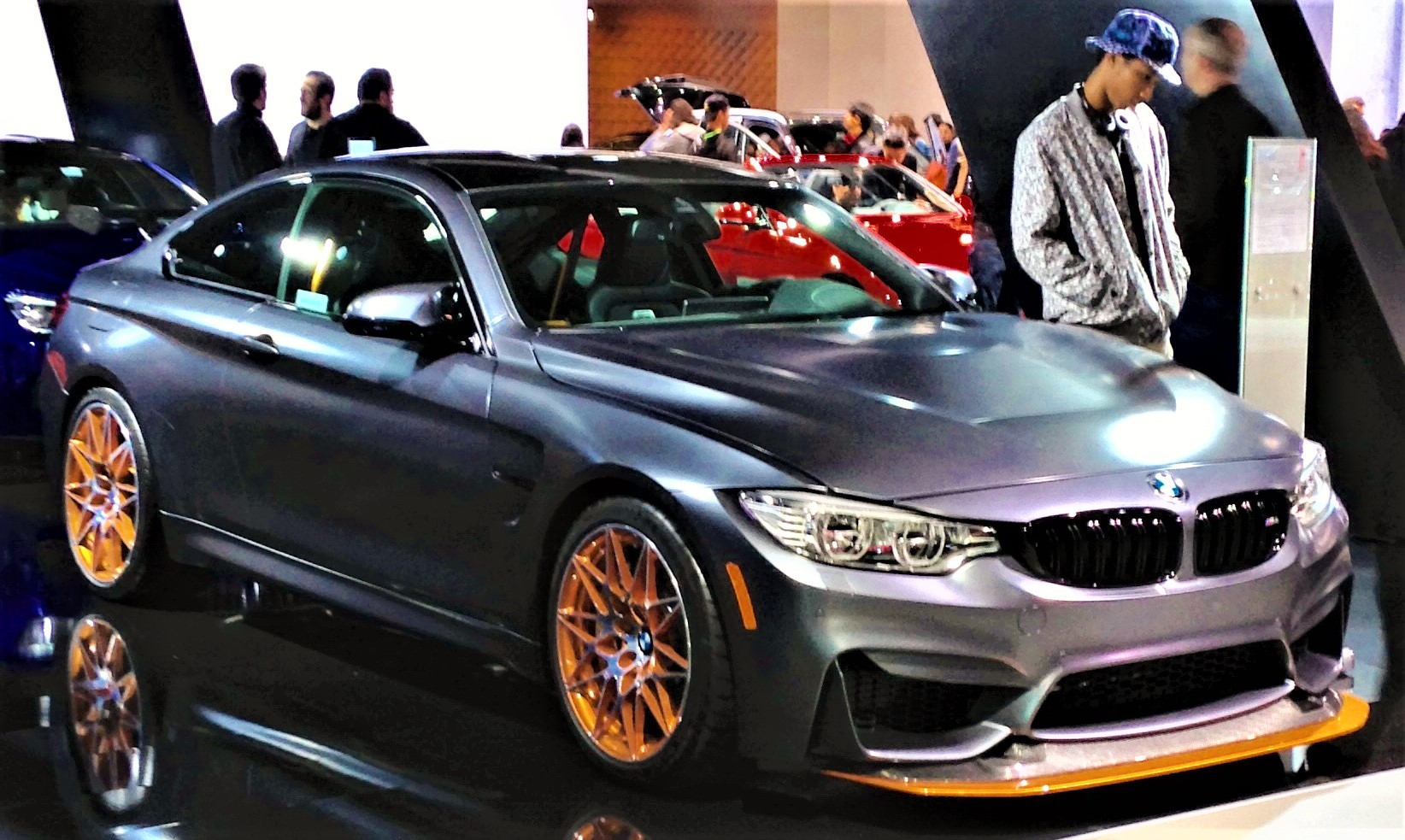
BMW M4 GTS, prima vettura omologata per uso stradale ad avere l'iniezione ad acqua nei cilindri

Invece per il trasporto su gomma ci furono poche altre produzioni di motori con questo sistema di serie, ma solo su vetture da competizione non omologate per l'uso stradale tra cui Alfa Romeo Giulia "GTA/SA" Marzo '67 le Ford Escort RS Cosworth 4WD, Lancia Delta S4, Alfa Romeo 155 GTA Superturismo o le monoposto di Formula 1 Ferrari 126 C2 e Ferrari 126 C3. Successivamente, con una versione sviluppata dalla Bosch, il sistema viene applicato per la prima volta su una vettura stradale di serie, la BMW M4 GTS.

## Teoria
Nei motori a combustione interna, contrariamente a quanto si vuol credere, non è il calore prodotto dalla combustione del carburante a creare potenza, bensì la differenza di pressione dei gas in entrata rispetto a quelli prodotti nella camera di combustione. Purtroppo molto calore, e quindi molta energia, va perso con i gas di scarico.
I gas escono a una temperatura notevolmente inferiore, essendo essa stata sottratta dall'acqua per evaporare, difatti l'acqua è un composto che evaporando aumenta il volume, ma al contempo portando ad una temperatura della combustione più bassa, si ha una pressione pressoché simile o tendenzialmente inferiore rispetto ad una soluzione tradizionale. Ma dato che è possibile progettare un motore con un rapporto di compressione maggiore rispetto ad una soluzione tradizionale, si riesce ad aumentare la potenza e diminuire i consumi a parità di chilometri percorsi, in quanto nei gas in entrata, l'acqua sostituisce il carburante utilizzato solo al fine di raffreddare internamente il motore.
Questa maggior pressione (grazie al maggior rapporto di compressione che si può utilizzare), unitamente al migliorato raffreddamento dei gas entranti, giustifica ancor più l'utilizzo di acqua nei motori dotati di turbocompressore.
L'acqua assorbendo il calore prodotto dalla combustione permette una migliore efficienza del motore e ne allunga la vita diminuendo l'usura e allungando la durata dell'olio motore e delle candele. Grazie alle minori temperature gli ossidi di azoto risultano notevolmente abbattuti.
Per principio di funzionamento può essere considerato una via di mezzo tra un motore a combustione interna e motore a vapore.

## Impianto
Esistono in commercio diversi sistemi, che si avvalgono di un nebulizzatore tipo aerosol immediatamente a valle della valvola a farfalla, di un serbatoio e di un sistema di controllo elettronico, in particolar modo per i modelli con iniezione diretta in camera di combustione.
Utilizzando questo sistema è possibile aumentare la pressione di sovralimentazione dei motori turbo. 
Alcuni, solo con lo scopo di aumentare la potenza a parità di cilindrata in auto da corsa, utilizzano una miscela di acqua demineralizzata e metanolo, negli Stati uniti questo metodo è noto come "anti-detonant injection" o ADI, in quanto il metanolo ha un elevato numero di ottano.
Il rapporto di compressione può essere aumentato anche tramite la sostituzione dei pistoni normali con pistoni a testa bombata, definiti anche rialzati o a tetto, in modo da aumentare il rapporto di compressione allo scopo di aumentare la potenza specifica, operazione possibile in quanto grazie alle temperature di lavoro più basse e all'assenza di depositi carboniosi è praticamente eliminato il pericolo di detonazione.

## Difetti
Questa soluzione ha come difetti:
- Maggiore fumosità: anche se è meno inquinante, un mezzo dotato di questo sistema emette molto fumo bianco dovuto alla maggiore quantità di vapore acqueo allo scarico soprattutto all'avvio.
- Necessità di acqua distillata o demineralizzata: non è possibile utilizzare acqua normale perché contiene sali
- Inefficacia degli attuali sistemi catalizzanti: la marmitta catalitica, che necessita di alte temperature per svolgere il suo scopo, rimane sempre a temperature troppo basse per il suo funzionamento. Tuttavia in un'auto dotata di iniezione ad acqua, il motore produce un'esigua quantità di gas inquinanti, inferiore a quelli di un'auto normale dotata di marmitta catalitica nuova e in perfetta efficienza, soprattutto per gli ossidi di azoto, che sono quasi azzerati.
- Difficoltà di applicazione su veicoli datati: nelle auto più vecchie un problema consisteva nella regolazione dell'anticipo e della carburazione (richiedendo la sostituzione degli elementi di taratura); nei motori più moderni, controllati dalla centralina elettronica di controllo (ECU), questi problemi non esistono più in quanto il tutto è regolato tramite la sonda lambda della marmitta catalitica, dal debimetro e da altri sensori.

## Utilizzi
A seconda del motore miglioramenti nella potenza possono essere ottenuti anche con la sola iniezione di acqua. L'iniezione di acqua può anche ridurre le emissioni di NOx e di monossido di carbonio.

### Aviazione
L'iniezione di acqua può essere usato nei motori a getto quali motori a turbogetto o a turboalbero per l'aviazione come sistema momentaneo per aumentarne la spinta in particolari situazioni, quali l'incremento della spinta a bassa velocità e al decollo.

### Motori ciclo otto
Nei motori a ciclo Otto l'effetto di raffreddamento indotto dall'iniezione di acqua permette il raggiungimento di rapporti di compressione più alti, riducendo il problema del battito in testa dovuto alla detonazione della miscela. In alcune applicazioni dei motori a ciclo Otto questo vantaggio può essere sfruttato per ottenere maggiori prestazioni in combinazione con la sovralimentazione (compressore volumetrico o turbocompressore) e con altre modifiche nel funzionamento del motore, come ad esempio una regolazione più aggressiva della fasatura di accensione.

### F1
Nel 1982 e 1983 la Ferrari sviluppa ed utilizza con beneficio l'Emulsystem che venne utilizzano con il motore Tipo 021 per le vetture 126 C2 e 126 C3, un sistema che permette d'iniettare benzina con microgocce d'acqua, la quale sarebbe stata contenuta nel sedile del pilota, che avrebbe svolto il ruolo di tanica da 20 litri, questo sistema permise al motore Ferrari di non surriscaldare i suoi componenti interni, di abbassare le temperature operative e scongiurare la detonazione, oltre a guadagnare in affidabilità.

## Gasolio bianco
Una tecnologia simile è utilizzata nei motori Diesel miscelando grazie ad un emulsionante gasolio e acqua. Il processo di miscelazione è applicabile grazie ad una maggiore affinità del gasolio verso l'acqua. Ciò non è praticabile nei motori a benzina dato che l'idrofobia della benzina è troppo elevata e quindi la miscelazione non è stabile: l'acqua e la benzina non restano in soluzione, ma si separano.
Nei motori a ciclo diesel il combustibile viene spruzzato dagli iniettori in fase liquida per cui un'emulsione di gasolio e acqua non subisce, come avviene nei motori a ciclo Otto con la benzina, una fase di evaporazione. Questo comporta che la miscela acqua-gasolio non rischia una distillazione frazionata in camera di combustione come la rischierebbe una emulsione acqua-benzina in camera di scoppio. Il gasolio non è polare, mentre l'acqua è polare, e non esiste un solvente che li solubilizzi in una soluzione ternaria, esistono stabilizzatori di emulsione a base acida o basica.